# Flughafen Nagasaki

i7
i11
i13
Der Flughafen Nagasaki (japanisch 長崎空港 Nagasaki Kūkō, IATA-Code: NGS, ICAO-Code: RJFU) ist ein internationaler Verkehrsflughafen in Japan, der auf der Insel Mishima (箕島) in der Ōmura-Bucht westlich der Stadt Ōmura in der Präfektur Nagasaki gebaut wurde.

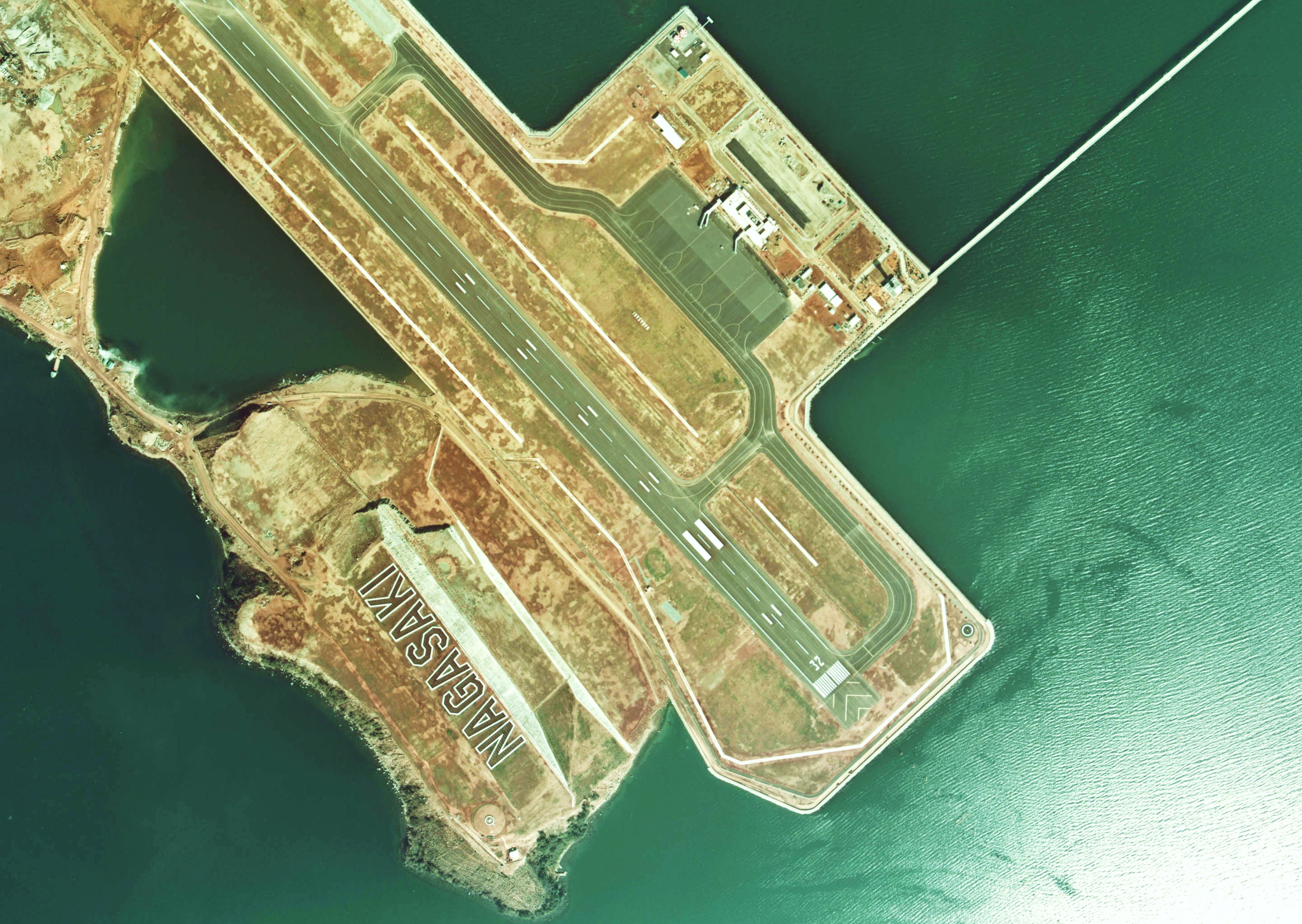
Luftbild, 1974. Rechts oben das Terminal (im Bau) und die Brückenverbindung zum Festland

Eine Besonderheit ist dabei, dass die bestehende Insel fast komplett in eine typische Flughafeninsel transformiert wurde, wobei die bestehende Inselfläche von 0,9 km² auf 2,4 km² vergrößert und die komplette Form der Insel durch Abtragungen und Aufschüttungen verändert wurde. Der Flughafen Nagasaki gilt nach der japanischen Gesetzgebung als Flughafen 2. Klasse.
Die Bauphase dauerte etwa drei Jahre, von 1972 bis 1975. Am 1. Mai 1975 wurde dann der Flughafen eröffnet. Die Baukosten betrugen 18 Milliarden Yen. Zur Verbindung des Flughafens mit der Hauptinsel Kyushu wurde eine 970 m lange Brücke gebaut.
Es gibt bis auf die Ausnahmen einer Verbindung nach Hongkong, VR China, einer nach Shanghai, VR China, und einer ab Ende Oktober 2024 nach Seoul, Südkorea, nur Inlandsverbindungen. Der Flughafen ist die Heimatbasis der Fluglinie Oriental Air Bridge.

Die auf dem Festland befindliche Start- und Landebahn A mit der Kennung 18/36 wurde 2011 an das Verteidigungsministerium (Japan) übertragen und wird von den Japanischen Maritimen Selbstverteidigungsstreitkräften genutzt.

## Statistik
| Jahr | gewerbliches Fluggastaufkommen | Luftfracht (t) |
| ---- | ------------------------------ | -------------- |
| 2022 | 2.231.184                      | 3.659          |
| 2021 | 1.140.929                      | 2.325          |
| 2020 | 1.340.879                      | 5.258          |
| 2019 | 3.360.170                      | 12.763         |
| 2018 | 3.229.969                      | 13.309         |
| 2017 | 3.165.385                      | 13.266         |
| 2016 | 2.967.421                      | 13.230         |
| 2015 | 3.110.686                      | 14.706         |
| 2000 | 2.958.058                      | 21.987         |
| 1995 | 3.085.048                      | 17.511         |
| 1990 | 2.379.714                      | 13.787         |
| 1985 | 1.930.055                      | 9.408          |
| 1980 | 1.944.181                      | 7.325          |
| 1975 | 631.551                        | 2.270          |

Daten 1975–2000, Daten 2015–2022